# 中川浩二 (作曲家)
中川浩二 （なかがわ こうじ）は、ゲームミュージックの作曲家。ナムコ（後のバンダイナムコゲームス）にて『エースコンバット』シリーズ、『アイドルマスターシリーズ』の楽曲などを手掛ける。また、同人音楽サークルnanosoundsでの活動がある。

## 携わった作品
- テクノドライブ
- R4 -RIDGE RACER TYPE 4-
- エースコンバット3 エレクトロスフィア
- エースコンバット04 シャッタードスカイ
- リッジレーサー6
- THE IDOLM@STER
- 太鼓の達人(エゴエゴアタクシ提供)

※作曲が一部のみの作品も含む